# Minimalsuffizienz
Die Minimalsuffizienz ist in der mathematischen Statistik eine Verschärfung der Suffizienz. Die Suffizienz beantwortet die Frage, ob ein Mengensystem alle relevanten Informationen enthält oder ob eine Abbildung alle relevanten Informationen überträgt. Die Minimalsuffizienz fragt dann nach der maximal möglichen Komprimierung der Daten, also beispielsweise nach der kleinsten σ-Algebra, die alle Informationen von Interesse enthält. Wie bei der Suffizienz wird Minimalsuffizienz für σ-Algebren und darauf aufbauend für Statistiken definiert. Die eng verwandte minimalsuffiziente Statistik kann mit dieser Definition zusammenfallen, tut dies jedoch im Allgemeinen nicht.

## Definition
Gegeben sei ein statistisches Modell {\displaystyle (\Omega ,{\mathcal {A}},{\mathcal {P}})} mit Verteilungsklasse {\displaystyle {\mathcal {P}}}. Eine suffiziente σ-Algebra {\displaystyle {\mathcal {M}}} heißt eine minimalsuffiziente σ-Algebra, wenn sie bis auf {\displaystyle {\mathcal {P}}}-Nullmengen in jeder weiteren suffizienten σ-Algebra {\displaystyle {\mathcal {S}}} enthalten ist, also
{\displaystyle {\mathcal {M}}\subset {\mathcal {S}}\quad {\mathcal {P}}{\text{-fast sicher für alle suffizienten }}{\mathcal {S}}}.
Bezeichnet man mit {\displaystyle {\mathcal {N}}_{\mathcal {P}}} die Menge aller {\displaystyle {\mathcal {P}}}-Nullmengen, so ist dies äquivalent zu {\displaystyle {\mathcal {M}}\subset \sigma ({\mathcal {S}},{\mathcal {N}}_{\mathcal {P}})}.
Abgeleitet heißt eine Statistik
{\displaystyle T:(\Omega ,{\mathcal {A}})\to (\Omega ^{*},{\mathcal {A}}^{*})}
minimalsuffizient, wenn {\displaystyle \sigma (T)} eine minimalsuffiziente σ-Algebra ist.
Davon zu unterscheiden ist die minimalsuffiziente Statistik: die Statistik {\displaystyle T} heißt eine minimalsuffiziente Statistik (auch minimal-erschöpfende Statistik genannt), wenn für jede suffiziente Statistik
{\displaystyle {\bar {T}}:(\Omega ,{\mathcal {A}})\to ({\bar {\Omega }},{\bar {\mathcal {A}}})}
in einen weiteren Messraum {\displaystyle ({\bar {\Omega }},{\bar {\mathcal {A}}})} eine Abbildung
{\displaystyle \varphi :{\bar {\Omega }}\to \Omega ^{*}}
existiert, so dass {\displaystyle T=\varphi \circ {\bar {T}}} bis auf {\displaystyle {\mathcal {P}}}-Nullmengen.

## Bemerkungen
- Wie schon bemerkt fällt die Minimalsuffizienz der von einer Statistik erzeugten σ-Algebra und die Tatsache, dass es sich bei der Statistik um eine minimalsuffiziente Statistik handelt, nicht immer zusammen. In borelschen Räumen sind aber beide Begriffe identisch. Allgemein ist hier jedoch sprachliche Präzision gefordert, um Missverständnissen vorzubeugen.
- Im Allgemeinen existiert keine minimalsuffiziente σ-Algebra und damit auch keine Statistik, deren erzeugte σ-Algebra minimalsuffizient ist.

## Existenzaussagen

### Bei dominierten Verteilungsklassen
Ist {\displaystyle {\mathcal {P}}} eine dominierte Verteilungsklasse, so existiert eine minimalsuffiziente σ-Algebra, sie ist gegeben durch
{\displaystyle {\mathcal {M}}=\sigma (f_{P}|f_{P}={\tfrac {dP}{dP^{*}}},P\in {\mathcal {P}})}.
Die minimalsuffiziente σ-Algebra wird also von den Dichten der Wahrscheinlichkeitsmaße bezüglich {\displaystyle P^{*}} erzeugt. Dabei ist {\displaystyle P^{*}} ein dominierendes Maß, das als abzählbare Konvexkombination von Elementen von {\displaystyle {\mathcal {P}}} dargestellt werden kann. Der Beweis erfolgt mit dem Satz von Halmos-Savage.

### Bei Separabilität der Verteilungsklasse
Ist die Verteilungsklasse separabel bezüglich der Totalvariationsnorm, so existiert eine minimalsuffiziente Statistik.